# Joseph Louis Proust

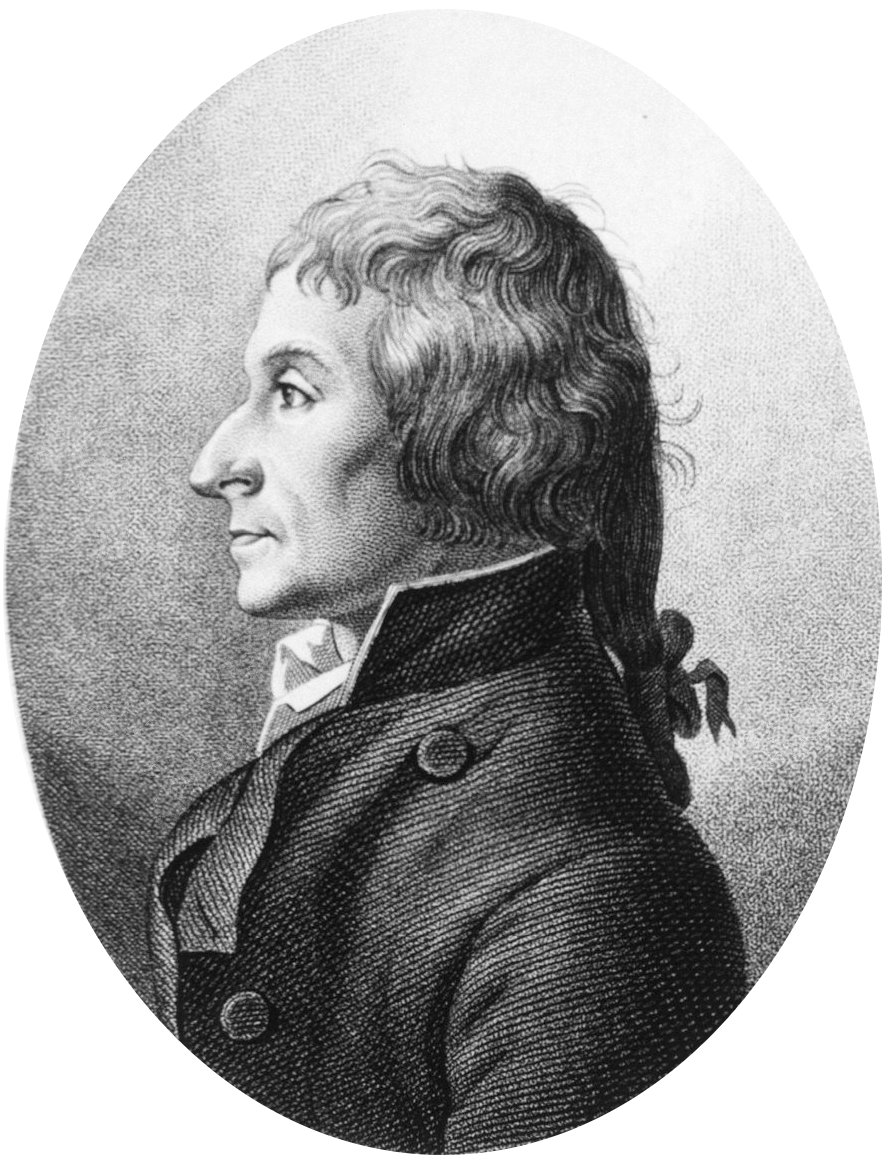
Joseph Louis Proust.

Joseph Louis Proust, född den 26 september 1754 i Angers, död där den 5 juli 1826, var en fransk kemist.
Proust var efter vartannat överapotekare vid sjukhuset La Salpêtrière i Paris och professor vid artilleriskolan i Segovia och centralskolan i Madrid. Han gjorde sig ett namn genom uppvisandet av kemiska föreningars konstanta sammansättning samt genom ett stort antal undersökningar inom såväl den oorganiska som den organiska kemin.